# École supérieure de design de Troyes
L'École Supérieure de Design de Troyes est un établissement d'enseignement supérieur privé, situé dans l'ancienne abbaye de Saint Martin es Aires à Troyes. Elle propose des formations en design graphique, design produit, design d'espace et design de service. L'école fait partie du groupe Y SCHOOLS, un réseau d'écoles d'enseignement supérieur et de formation professionnelle.

## Histoire
L'abbaye de Saint-Martin-ès-Aires, qui abrite aujourd'hui l'École Supérieure de Design de Troyes, est un lieu chargé d'histoire. Fondée au IXe siècle pour abriter les reliques de Saint Loup, évêque de Troyes, elle a connu une histoire mouvementée.
Au cours des siècles, l'abbaye a été reconstruite et agrandie, témoignant des différentes époques architecturales. L'église abbatiale, de style gothique, a été construite au XIIIe siècle. Le cloître, de style Renaissance, a été édifié au XVIe siècle.
Ce n'est qu'au XXe siècle que l'abbaye a trouve sa vocation éducative, en accueillant l'École Supérieure de Design de Troyes.

## Pédagogie
L'École Supérieure de Design de Troyes met l'accent sur la pédagogie active et l'apprentissage par projets. Les étudiants sont amenés à travailler sur des projets concrets, en partenariat avec des entreprises et des institutions. L'école dispose d'un FabLab, un espace de prototypage équipé de machines-outils numériques (imprimantes 3D, découpe laser, etc.), qui permet aux étudiants de concrétiser leurs idées.

## Formations
- Niveau Bac+1 - Assistant Designer Web : Ce diplôme de spécialisation professionnelle, labellisé par le ministère de l'Enseignement supérieur, de la Recherche et de l'Innovation, est accessible après le baccalauréat. La formation est axée sur l'acquisition de compétences techniques en design UI, la réalisation de projets concrets, l'étude de l'environnement du design UX/UI, des visites d'entreprises et un stage d'immersion professionnelle[7].

- Niveau Bac+3 - Design Graphique : Accessible dès le baccalauréat, cette formation ne requiert pas de prérequis artistiques ou techniques. Le programme couvre le design graphique, l'illustration, le design UX/UI, le maquettage infographique, le webdesign et la direction artistique. La formation intègre également des modules liés aux objets connectés, au développement d'applications, à la programmation et aux approches UX/UI, en réponse aux évolutions technologiques[8].

- Niveau Bac+5 - Design Global : Ce diplôme est visé par le ministère de l'Enseignement supérieur, de la Recherche et de l'Innovation. La formation se déroule en deux cycles[8].
  - Le premier cycle (3 ans) permet d'acquérir des bases créatives et techniques solides dans différents domaines du design (produit, espace, graphisme, numérique, service). Les étudiants construisent leur parcours en choisissant des cours et des projets dès la 2e année, ainsi que des missions de stage[8].
  - Le deuxième cycle (2 ans) est axé sur la maîtrise de la gestion de projet et l'adoption d'une posture stratégique. L'objectif est de former des designers capables d'utiliser le design de manière stratégique pour créer de la valeur et innover au sein des entreprises et des organisations[8].

## Campus

### Campus Saint-Martin
L'École Supérieure de Design de Troyes est située dans l'ancienne abbaye de Saint Martin ès Aires, un bâtiment historique classé monument historique. Le campus dispose d'un atelier de prototypage, d'un espace de création graphique et d'impression, d'un FabLab, d'une bibliothèque (centre de ressources documentaires) et également un studio photo.

## Partenariats
L'École Supérieure de Design de Troyes développe des partenariats avec des entreprises et des institutions, afin de favoriser l'insertion professionnelle de ses étudiants.
L'école est membre du réseau Cumulus, une association internationale d'écoles.